# BerriBlue
BerriBlue (sinh năm 1992) là một nữ nghệ sĩ đường phố, họa sĩ và nhà thiết kế thời trang sống tại Porto, Bồ Đào Nha.

## Tiểu sử
BerriBlue lớn lên ở Gdańsk, phía bắc Ba Lan. Năm 2005, cô chuyển đến sinh sống tại Ireland. Cô theo học trường Cao đẳng Nghệ thuật và Thiết kế Quốc gia ở Dublin, chuyên về mảng in nghệ thuật. BerriBlue chuyển đến Bồ Đào Nha sinh sống vào năm 2016,  tham gia vào mảng nghệ thuật đường phố dưới bút danh mới " BerriBlue " và tung ra dòng khăn lụa của riêng mình.

## Công việc
BerriBlue tham gia vào mảng nghệ thuật đường phố. Năm 2012, tác phẩm của cô xuất hiện trong tuyển tập nghệ thuật đường phố Ireland mang tên " Inside Out ".

Tác phẩm nghệ thuật đường phố của BerriBlue nổi tiếng ở Porto, đề cập đến các chủ đề như bản sắc cá nhân, tình dục, sức khỏe tâm thần và cái chết. Hầu hết các tác phẩm của cô là tranh dán tường . Dự án "Death" (Cái chết) của nhà thiết kế BerriBlue rất nổi tiếng vào năm 2016, với nhiều hình vẽ bộ xương lớn màu đen nằm trên các bức tường xung quanh trung tâm thành phố.
Tác phẩm ở studio của cô ấy có cùng chủ đề với tác phẩm nghệ thuật đường phố của cô ấy. Cô thường làm việc trên ván ép, giấy đóng gói màu nâu và giấy in báo.
Cô được Jornal de Notícias công nhận là một trong những nữ họa sĩ minh họa đương đại hàng đầu của Porto, và cô đã triển lãm cùng với một số nghệ sĩ đường phố nổi tiếng nhất của Porto.
Vào tháng 11 năm 2018, bức tranh " Two Thousand Five " của cô, kể từ khi được bán, đã được đăng trong mục " Talk to Me in Flowers " của Tạp chí Attitude.

## Triển lãm
- "Tension" (Sức căng), 2018, The Vintage Dept., Porto [10][11]
- "Between Heart and Heaven" (Giữa trái tim và thiên đường), 2018, (chương trình hợp tác với Hazul và Godmess) DaVinci, Porto [8][12]
- "The Studio", 2014 Filmbase, Dublin
- "An Exhibition of Prints & Drawings" (Triển lãm tranh in và bản vẽ), 2014 The White Lady Gallery, Dublin
- "JTB", 2012 The Yellow Box, Dublin

## Khăn quàng cổ
Năm 2016, BerriBlue cho ra mắt dòng khăn lụa minh họa với thiết kế dựa trên tác phẩm của mình.
Năm 2019, nhà bán lẻ trực tuyến Wolf & Badger bắt đầu dự trữ khăn quàng cổ do BerriBlue thiết kế.